# Seddera

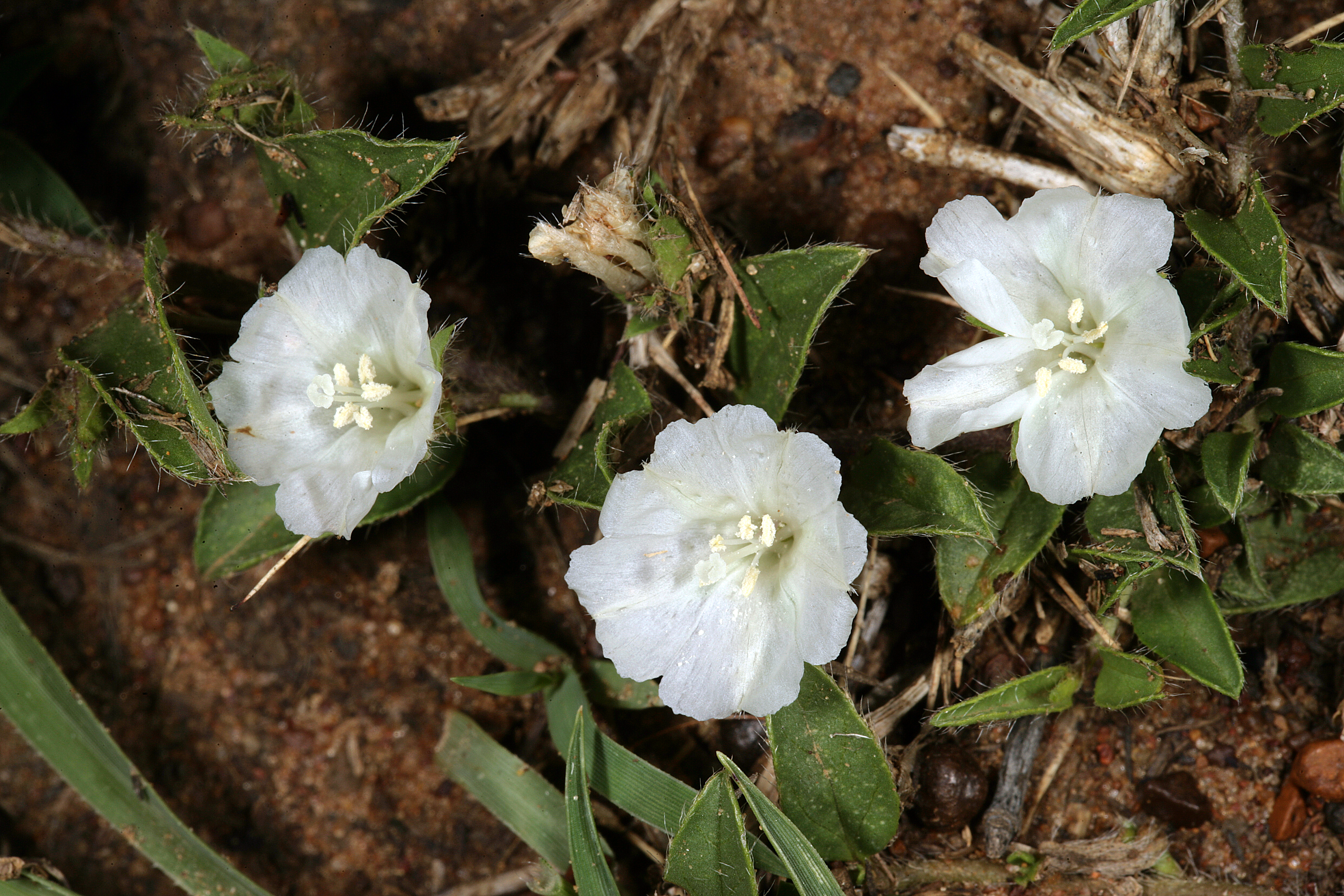
Seddera capensis

Seddera – rodzaj roślin z rodziny powojowatych (Convolvulaceae). Obejmuje 28 gatunków. Występują one we wschodniej i południowej Afryce, lokalnie w Afryce zachodniej (Mauretania), na Półwyspie Arabskim, w Pakistanie i Indiach.

## Morfologia
PokrójRośliny zielne i półkrzewy o pędach wzniesionych, na starszych pędach u niektórych gatunków powstają ciernie.
LiścieDrobne, zmienne, zwykle z dwuramiennymi włoskami.
KwiatyPojedyncze w kątach liści lub skupione w szczytowe, kłosopodobne kwiatostany. Działki kielicha podobnych rozmiarów, zaostrzone lub tępe. Korona niewielka, lejkowata, zwykle z krótkimi klapami. Szyjka słupka dwudzielna, czasem rozwidlona do nasady, zwieńczona tarczowatym, czasem dwudzielnym znamieniem.
OwoceTorebki otwierające się czterema klapami.

## Systematyka
Pozycja systematyczna
Rodzaj z plemienia Cresseae z podrodziny Dichondroideae w obrębie rodziny powojowatych (Convolvulaceae).
Wykaz gatunków
- Seddera arabica (Forssk.) Choisy
- Seddera bagshawei Rendle
- Seddera bracteata Verdc.
- Seddera capensis (E.Mey. ex Choisy) Hallier f.
- Seddera cinerea Hutch. & E.A.Bruce
- Seddera erlangeriana Engl. & Pilg.
- Seddera evolvuloides (Choisy) Wight
- Seddera glomerata (Balf.f.) O.Schwartz
- Seddera hadramautica R.R.Mill
- Seddera hallieri Engl. & Pilg.
- Seddera hirsuta Dammer ex Hallier f.
- Seddera humilis Hallier f.
- Seddera intermedia Hochst. & Steud.
- Seddera latifolia Hochst. & Steud.
- Seddera madagascariensis Deroin & Sebsebe
- Seddera micrantha Pilg.
- Seddera namibica Sebsebe
- Seddera ogadenensis Sebsebe
- Seddera pedunculata (Balf.f.) Hallier f.
- Seddera repens Hallier f.
- Seddera retusa R.R.Mill
- Seddera rhodantha R.R.Mill
- Seddera schizantha Hallier f.
- Seddera secundiflora Jaub. & Spach
- Seddera simmonsii Verdc.
- Seddera suffruticosa (Schinz) Hallier f.
- Seddera velutina R.R.Mill
- Seddera virgata Hochst. & Steud.